# サシャ・ピート
サシャ・ピート（Sascha Paeth、ザシャ・パエト 1970年9月9日 - ）は、ドイツ・ヴォルフスブルク出身、在住のギタリストで、音楽プロデューサー。他にもエンジニアやキーボーディスト、ベーシストなど多彩な音楽活動を行っている。特にヘヴィメタル関連のバンドに多く関わっており、所有するゲート・スタジオには世界各国のバンドが録音に訪れている。

## 来歴
ヘヴィメタル・バンド、ヘヴンズ・ゲイトのギタリストとして1987年にデビューするが、1999年に解散。ゲート・スタジオはこのヘヴンズ・ゲイトが録音するためのものであった。
その後のプロデュース業ではミロと多数の共同作業を行っている。2人は2004年にアイーナを結成。ロック・オペラの作品を発表している。

## ディスコグラフィ

### プロデュース
- アングラ『ホーリー・ランド』 (1996)
- ラプソディー・オブ・ファイア『レジェンダリィ・テイルズ』 (1997)
- ラプソディー・オブ・ファイア『シンフォニー・オブ・エンチャンテッド・ランズ』 (1998)
- ルッカ・トゥリッリ『キング・オブ・ザ・ノルディック・トワイライト』 (1999)
- キャメロット『フォース・レガシー』 (1999)
- ラプソディー・オブ・ファイア『ドーン・オブ・ヴィクトリー』 (2000)
- ラプソディー・オブ・ファイア『ホーリー・サンダーフォース』 (2000)
- キャメロット『カーマ』 (2001)
- ラプソディー・オブ・ファイア『レイン・オブ・ア・サウザンド・フレイムス』 (2001)
- ラプソディー・オブ・ファイア『パワー・オブ・ザ・ドラゴンフレイム』 (2002)
- キャメロット『エピカ』 (2003)
- エピカ『ザ・ファントム・アゴニー』 (2003)
- Gigantor『Giant Robot Spare Parts Vol. 1』 (2004)
- ラプソディー・オブ・ファイア『テイルズ・フロム・ジ・エメラルド・ソード・サーガ』 (2004)
- ルナティカ『フェイブルス・アンド・ドリームス』(2004)
- エピカ『コンサイン・トゥ・オブリヴィオン』 (2005)
- シャーマン『リーズン（英語版）』 (2005)
- エドガイ『スーパーヒーローズ（英語版）』 (2005)
- キャメロット『ザ・ブラック・ヘイロー』 (2005)
- エピカ『The Score (An Epic Journey)』 (2005)
- エドガイ『ロケット・ライド』 (2006)

### 共同プロデュース
- ランニング・ワイルド『ブラック・ハンド・イン』 (1999)
- ラプソディー・オブ・ファイア『シンフォニー・オブ・エンシャンテッド・ランズII』 (2004)
- ラプソディー・オブ・ファイア『ザ・ダーク・シークレット』 (2004)
- ラプソディー・オブ・ファイア『ザ・マジック・オブ・ザ・ウィザーズ・ドリーム』 (2005)
- ルッカ・トゥリッリ『The Infinite Wonders Of Creation』 (2006)
- ラプソディー・オブ・ファイア『トライアンフ・オア・アゴニー』 (2006)

### ミックス
- ラプソディー・オブ・ファイア『ホーリー・サンダーフォース』 (2000)
- Gigantor『Rhythm / Trouble!』 (2004)
- ラプソディー・オブ・ファイア『シンフォニー・オブ・エンシャンテッド・ランズII』 (2004)
- ラプソディー・オブ・ファイア『ザ・ダーク・シークレット』 (2004)
- エピカ『コンサイン・トゥ・オブリヴィオン』 (2005)
- アクアリア『ルクスイテルナ』 (2005)
- シャーマン『リーズン』 (2005)
- ラプソディー・オブ・ファイア『ザ・マジック・オブ・ザ・ウィザーズ・ドリーム』 (2005)
- エドガイ『ロケット・ライド』 (2006)
- ルッカ・トゥリッリ『The Infinite Wonders Of Creation』 (2006)

### 演奏
- ガンマ・レイ『インサニティ・アンド・ジニアス』 (1993)
- ガンマ・レイ『ランド・オブ・ザ・フリー』
- アングラ『ホーリー・ランド』 (1996)
- アングラ『ファイヤーワークス』 (1998)
- ラプソディー・オブ・ファイア『ドーン・オブ・ヴィクトリー』 (2000)
- ラプソディー・オブ・ファイア『パワー・オブ・ザ・ドラゴンフレイム』 (2002)
- Gigantor『Giant Robot Spare Parts Vol. 1』 (2004)
- Gigantor『Rhythm / Trouble!』 (2004)
- シャーマン『リチュアライヴ』 (2004)
- シャーマン『リーズン』 (2005)
- エドガイ『スーパーヒーローズ』 (2005)
- キャメロット『ザ・ブラック・ヘイロー』 (2005)
- エドガイ『ロケット・ライド』 (2006)
- ルッカ・トゥリッリ『The Infinite Wonders Of Creation』 (2006)
- キャメロット『ワン・コールド・ウィンターズ・ナイト』